# Luisa Seghezzi
Luisa Seghezzi (ur. 6 grudnia 1965 w Bergamo) – włoska kolarka szosowa, brązowa medalistka mistrzostw świata.

## Kariera
Największy sukces w karierze Luisa Seghezzi osiągnęła w 1990 roku, kiedy zdobyła brązowy medal w wyścigu ze startu wspólnego podczas mistrzostw świata w Utsunomiya. W zawodach tych wyprzedziły ją jedynie Francuzka Catherine Marsal oraz Amerykanka Ruthie Matthes. Był to jedyny medal wywalczony przez Seghezzi na międzynarodowej imprezie tej rangi. Na rozgrywanych trzy lata wcześniej mistrzostwach świata w Villach była ósma w tej samej konkurencji. W 1984 roku wystartowała w wyścigu ze startu wspólnego igrzyskach olimpijskich w Los Angeles, kończąc rywalizację na dziewiątej pozycji.